# Shaggy & Scooby-Doo Get a Clue!
Shaggy & Scooby-Doo Get a Clue! is een Amerikaanse animatieserie, en de tiende incarnatie van Hanna-Barbera's serie Scooby-Doo. De serie ging in première op 23 september 2006, en werd tot 15 maart 2008 uitgezonden op The CW's Kids' WB. De serie telt 26 afleveringen.
De serie wordt geproduceerd door Warner Bros. Animation.

## Verhaallijn
Net als The 13 Ghosts of Scooby-Doo bevat deze serie een rode draad die alle afleveringen met elkaar verbindt.
In de eerste aflevering blijkt dat Shaggy Rogers’ zeer rijke oom Albert Shaggleford, die uitvinder is van beroep, spoorloos is verdwenen. Hij heeft zijn landhuis en fortuin nagelaten aan Shaggy. Shaggy en Scooby-Doo nemen meteen hun intrek in dit huis. Shaggy laat met zijn fortuin tevens de Mystery Machine verbeteren zodat deze in een aantal andere voertuigen kan veranderen.
Dr. Shaggleford heeft voor hij verdween echter een paar vijanden gemaakt. De gevaarlijkste hiervan is Dr. Phinius Phibes, een stereotiep kwaadaardig genie en technologiepiraat die de wereld wil overnemen. In zijn jeugd deed Phibes een gevaarlijk experiment met elektriciteit. Dit kostte hem zijn rechterhand (hij draagt nu een kunsthand die de functie heeft van een high-tech Zwitsers zakmes) en maakte van hem een levende bliksemafleider. Derhalve vertoont hij zich maar zelden buiten de deur.
Het blijkt dat Dr. Shaggleford een grootte uitvinding heeft gedaan op het gebied van nanotechnologie. Deze uitvinding is nog altijd in het landhuis, en nu dus in het bezit van Shaggy en Scooby. De nanotechformule zit verwerkt in de Scooby Snacks, en indien zo’n snack wordt opgegeten heeft dat verschillende gevolgen zoals het tijdelijk opblazen of krimpen van de eter. Dr. Phibes wil deze uitvinding, en huurt in de loop van de serie vele helpers en agenten in om hem met zijn plannen te helpen, waaronder een wetenschapper genaamd Trebla.
Shaggy en Scooby-Doo hebben een missie: gewapend met de nieuwe Mystery Machine, de Scooby Snacks, en een loyale robotbutler genaamd Robi moeten ze Dr. Phibes tegenhouden.

## Overzicht
De serie is meer actie georiënteerd dan de vorige series. Ook zijn Scooby en Shaggy in deze serie lang niet meer zo laf als in vorige series.
De personages hebben een make-over ondergaan om er meer uit te zien zoals in de live-action films.
Fred, Daphne en Velma hebben in deze serie slechts bijrollen. In seizoen 1 deden ze maar in twee afleveringen mee.

## Afleveringen

### Seizoen 1
1. Shags to Riches
2. More Fondue for Scooby-Doo!
3. High Society Scooby
4. Party Arty
5. Smart House
6. Lightning Strikes Twice
7. Don't Feed the Animals
8. Mystery of the Missing Mystery Solvers
9. Chefs of Steel
10. Almost Ghosts
11. Pole to Pole
12. Big Trouble
13. Operation Dog and Hippy Boy

### Seizoen 2
1. Shaggy and Scooby World
2. Almost Purr-fect
3. Inside Job
4. Zoinksman
5. The Many Faces of Evil
6. Cruisin For a Bruisin
7. There is a Doctor in the House
8. Super Scary Movie Night
9. Runaway Robi
10. Don't Get A Big Head
11. Scooby-Dudes
12. Zoinks The Wonderdog
13. Uncle Albert Alert

## Trivia
- Trebla is “Albert” achterstevoren gespeld. Of deze Trebla daadwerkelijk Shaggy’s oom is moet nog worden onthuld.
- Dit is de tweede Scooby-Doo show sinds A Pup Named Scooby-Doo die niet getekend is in de traditionele Hanna-Barbera stijl.
- Vanaf deze serie is Scooby-Doo uitgezonden geweest op vier verschillende netwerken gedurende 40 jaar.
- Dit is de eerste serie waarin Shaggy’s stem niet wordt gedaan door Casey Kasem.